# Истории моего маленького пони
«Истории моего маленького пони» (англ. My Little Pony Tales) — американско-канадский анимационный сериал, выпускавшийся Sunbow Productions, Graz Entertainment, Big Bang Digital Studios и Disney Channel Original Production, над анимацией работала AKOM, а сам сериал основан на серии игрушек Мой Маленький Пони от Hasbro. Он еженедельно транслировался по The Disney Channel со 2 августа 1992 года по 25 декабря того же года, на протяжении 26 серий. Сериал также показывали и по другим телеканалам с начала 1993 года. Он был выпущен на DVD в Австралии, Европе и Соединенных Штатах.

## Сюжет
Сериал повествует о семи молодых пони-кобылках, которые живут в Пониленде (англ. Ponyland) — обществе антропоморфных пони. Среди них: Звездочка, Дорогуша, Мелодия, Ясноглазка, Пятнышко, Клевер и Конфетка. Это отличает его от предыдущего сериала, в которым присутствовали как пони, так и люди. Их жизнь похожа на людскую, так как они ходят в школу, часто посещают местный магазин мороженого, участвуют в различных соревнованиях и даже катаются на роликовых коньках. Некоторые пони начинают показывать свою романтическую привязанность к пони-мальчикам, Тедди, Асу и Ленсеру; они ходят на свидания с ними. Как минимум одну песню пони исполняют в каждой серии сериала.

## Персонажи
У каждой из пони есть своя особая метка на крупе.

### Основные
К Семи пони-девочкам подросткам иногда ссылаются, как к 7 Пони-Друзьям.
Звездочка
Озвучивает: Виллоу Джонсон (англ. Willow Johnson)
Звездочка (англ. Starlight) — розовая пони с золотисто-желтой гривой, является здравомыслящим и ответственным лидером группы друзей пони. Она очень уважает учительницу Мисс Хакни и сама стремится стать учителем. Её маме принадлежит Салон Радужной Красоты (англ. Rainbow Beauty Salon) и магазин мороженого, где она сама работает. Звездочка испытывает Неразделённую любовь к Асу. Её метка на крупе — это жёлтая звезда, окруженная четырьмя синими.
Дорогуша
Озвучивает: Мэгги Блю О’Хара (англ. Maggie Blue O'Hara)
Дорогуша (англ. Sweetheart) — белая пони с розовой гривой, не любит никого подводить, однако, иногда оказывается в центре борьбы между своими друзьями. Ей свойственно видеть в пони только хорошее, включая тех, кто со стороны кажется плохими, как Тедди, которому она нравится. Остальным её друзьям не нравится Тедди и это то, из-за чего начинаются все их противоречия. В особенности, когда у неё была вечеринка в честь для рождения и ей не суждено было случится, потому что её друзья не хотели чтобы Тедди пришел не неё. Она старшая из четырёх пони своей семьи; двое из её братьев и сестер зовут Сахарок (англ. Sugar) и Персик (англ. Peaches). Она хочет стать доктором, когда вырастет. Её метка на крупе — большое красное сердце, окруженное тремя маленькими оранжевыми сердечками.
Мелодия
Озвучивает: Келли Шеридан (англ. Kelly Sheridan)
Мелодия (англ. Melody) — розовая пони с гривой цвета синего моря, она солист музыкальной группы «The Rockin' Beats». У неё в некотором роде нет собственного индивидуализма и она любит распространять слухи. Иногда она ведет себя избалованно и ставит свои собственные интересы перед интересами своих друзей. Временами она дает советы о красоте другим, а сама стремится стать известной рок-звездой. Её мама — медсестра. У неё есть младшие сестры-близняшки, по имени Джинг-а-Линг (англ. Jing-a-Ling) и Тинг-а-Линг (англ. Ting-a-Ling). Её метка на крупе — жёлтый микрофон, окруженный несколькими музыкальными нотами.
Ясноглазка
Озвучивает: Харрис (англ. Laura Harris)
Ясноглазка (англ. Bright Eyes) — темная сине-зеленая пони с оранжевой гривой, любит изучать вещи. У неё есть тенденция логически обдумывать вещи независимо от того, есть ли в этом есть нужда или нет. Она хочет быть экологом, когда вырастет. Ясноглазка без ума от Лэнсера. Её папа работает в газете. Её метка на крупе — блокнот и ручка.
Пятнышко
Озвучивает: Венера Терзо (англ. Venus Terzo) (1-16 серии), Бригитта Дау (англ. Brigitta Dau) (17-26 серии)
Пятнышко (англ. Patch) — пони персикового цвета с темно-розовой гривой, является членом футбольной команды. Она ведет себя, как любящая авантюры девочка-сорванец и не может постоянно сидеть без дела. Ей нравится разыгрывать пони. Она хочет стать циркачом, когда вырастет. Также, она — одна из немногих пони, которые способны видеть такие магические явления, как призрак Сквайра (англ. Squire's ghost) и Святящихся при Появлении Пони (англ. Show Ponies). Её метка на крупе — заплатка из розовой ткани.
Клевер
Озвучивает: Лалаинья Линдбьерг (англ. Lalainia Lindbjerg)
Клеверный Расцвет (англ. Clover Bloom) — фиолетово-лавандовая пони с гривой цвета розовой розы, склонна к несчастным случаям. Она часто плачет из-за своей неуклюжести, но в целом, у неё всегда все получается, либо из-за везения, либо её друзья помогаю ей. Она очень суеверная и доверчивая, хочет стать балериной, как её старшая сестра, когда вырастет. Её метка на крупе — листок клевера.
Конфетка
Озвучивает: (англ. Chiara Zanni)
Конфетка (англ. Bon Bon) — жёлтая пони с бордовой гривой, любит еду и её приготовление. Она ненавидит пачкаться, хочет стать фотомоделью, когда вырастет, ведет дневник. Конфетка происходит от большой семьи, в которую входят её старшая сестра Дымка (англ. Misty) и четверо младших братьев и сестер: Эмбер (англ. Amber), Твинк (англ. Twink), Расти (англ. Rusty) и безымянный маленький брат. Её метка на крупе — маленькая синяя конфетка.

### Второстепенные
Тедди
Озвучивает: Тони Сампсон (англ. Tony Sampson)
Тедди (англ. Teddy) — синий пони-мальчик с оранжевым ирокезом и темными очками поверх него. Он импульсивный пони, который часто выпендривается и раздражает других, иногда он носит ранец на своей шее. Однако, несмотря на его твердую натуру, в дальнейшем выясняется, что он спит с плюшевым медвежонком, хоть он и хранит это в тайне от других. Вскоре становится, что он нравится Дорогуше. Его метка на крупе — расческа.
Эйс
Озвучивает: Бред Свэйл (англ. Brad Swaile)
Эйс (англ. Ace) — пони-мальчик с золотистой шерсткой и белокурой гривой, он атлет и самый спортивный пони в школе. Многие пони-девочки восхищаются им и мечтают пригласить его на свидание. Он лучший друг Тедди и объединяется вместе с ним, оказывая влияние на Ленсера. Ему нравится и множество других занятий, влюблен в Мелодию, хоть это и далеко не взаимные чувства. Другие пони иногда описывают Аса фразой «Асу нравится, когда Ас — лучший.» (англ. Ace likes Ace best.). Его метка на крупе — футбольный мяч.
Лэнсер
Озвучивает: Шейн Мейер (англ. Shane Meier)
Лэнсер (англ. Lancer) — темно-синий пони-мальчик с красно-малиновой гривой, спокойный и вежливый. Он стеснительный и ему нравятся книги. Его родители состоятельные пони и часто путешествуют. Ленсер испытывает теплые чувства к Ясноглазке и часто встает на защиту пони-девочек, чтобы создать хорошее впечатление о себе. Его талант — умение кататься на роликовых коньках, хочет быть исследователем, когда вырастет. Его метка на крупе —Геральдическая лилия.
Мисс Хакни
Озвучивает: Кейт Роббинс (англ. Kate Robbins)
Мисс Хакни (англ. Miss Hackney) — пони с шерсткой цвета барвинка и лавандовой гривой. Она обучает маленьких пони в школе. Мисс Хакни всегда проявляет высокую степень терпения к пони, особенно к Пятнышку, которая испытывает трудности с дисциплиной. Она строгая, но справедливая. Звездочка считает её образцом для подражания. В сериале есть намек на то, что Мисс Хакни испытывает теплые чувства к Мистеру Кидду (англ. Mr. Kiddoo) — пилоту воздушного шара. Её метка на крупе — маленькая классная доска.
Спиннер
Озвучивает: Неизвестно
Спиннер (англ. Spinner) — коричневый пони с темно-коричневой гривой, является партнером Конфетки в катании на роликовых коньках, в серии «Кататься до упаду» (англ. Roll Around the Clocks).
Денди
Озвучивает: Неизвестно
Денди (англ. Dandy) — лазурный пони с жёлтой гривой, является партнером Клевер в катании на роликовых коньках, в серии «Кататься до упаду».
Приятель
Озвучивает: Неизвестно
Приятель (англ. Buddy) — белый пони с бирюзовой гривой, является партером Пятнышка в катании на роликовых коньках, в серии «Кататься до упаду».
Остальные

## Трансляция
Истории Моего Маленького Пони начал транслироваться по The Disney Channel в воскресные утра, начиная со 2 августа 1992 года, а также утром в будни дни, начиная с 1 сентября 1992 года. Повторный показ шоу продолжался по The Disney Channel до 1996 года. Сериал также транслировался по другим телеканалам с 1993 по 1995 года. В получасовом блоке, первая часть включала серию из старого сериала 1980-х годов — My Little Pony 'n Friends, а вторая часть была эпизодом из нового сериала Истории Моего Маленького Пони. Когда Истории Моего Маленького Пони и песни оттуда были отправлены в Бюро авторского права США в 1993 году, коды продукта были пронумерованы с 200-01 по 200-13.

## Серии
| Nº | название                                                         | Дата трансляции       |
| --- | ---------------------------------------------------------------- | --------------------- |
| 1 | «Девичник (англ. Slumber Party)»                                 | 3 июля 1992 года      |
| Пони девочки проводят ночь у Дорогуши дома. Пятнышко рассказывает сказку на ночь о средневековом воине Райского Озера (англ. Paradise Lake) по имени Сквайр (англ. Squire), который пытался приручить дракона Бэзил (англ. Basil), но не смог и проиграл. После этого, пони слышат какой-то шум на чердаке, но когда они исследуют его, всей их находкой оказывается лишь кошка Дорогуши — Спрингфилд (англ. Springfield). Позже, когда Пятнышко собирается уснуть, она видит призрак Сквайра, который благодарит её за рассказанную о нём историю. Показанная песня: "Вещи — не всегда такие, какими кажутся" (англ. Things Are Not Always What They Seem), исполнена Пятнышком. |                                                                  |                       |
| 2 | «Так больна, что не заметить (англ. Too Sick to Notice)»         | 10 июля 1992 года     |
| Самый младший брат Конфетки — болен; ей кажется, что на неё больше никто не обращает внимания, из-за того, что её семья заботятся о нём. Конфетка притворяется больной, чтобы привлечь внимание, но в ходе этого, её выходка заставляет родителей Конфетки выйти из себя. Она признается в том, что не была по-настоящему больна, однако, затем болезнь передается всей её семье. Показанная песня: "Чуточку Внимания" (англ. A Little Attention), исполнена Конфеткой. |                                                                  |                       |
| 3 | «Битва Музыкальных Групп (англ. The Battle of the Bands)»        | 17 июля 1992 года     |
| Мелодия и её музыкальная группа The Rockin' Beats готовятся к соревнованию "Битва Музыкальных Групп".В то же время Мелодию просят присмотреть за её младшими сестрами-близнецами Джинг-а-Линг (англ. Jing-a-Ling) и Тинг-а-Линг (англ. Ting-a-Ling), но не сумев найти для них няню, она берет их с собой на соревнование. Она делает все возможное, чтобы оберечь близнецов от неприятностей, но после своего исчезновения они внезапно появляются на сцене. The Rockin' Beats выигрывает соревнование. Показанная песня: "Нежная Музыка" (англ. Sweet Music), сначала исполнена The Rockin' Beats, позже — Джинг-а-Тингом и Тинг-а-Лингом. |                                                                  |                       |
| 4 | «И Победителем Становится... (англ. And the Winner Is...)»       | 24 июля 1992 года     |
| После того, как Клевер приснилось, что она выиграла в лотерее Пониленда, она просыпается и обнаруживает, что теперь она — победитель и обладатель двух билетов на концертный балл. Клевер должна выбрать кого-нибудь, чтобы взять с собой на балл, однако, в попытке угодить каждому, она приглашает всех её друзей по отдельности. Клевер замечает свою оплошность и устраивает жеребьевку. Мистер Блум (англ. Mr. Bloom) выбирает случайное имя, и им становится Мелодия. Клевер раскаивается за то, что пошла на балл, пока другие смотрят телевизор; она и Мелодия продают билеты и покупают пиццу, для того, чтобы они могли присоединится ко свои друзьям дома. Показанная песня: "Выбор" (англ. The Choice), исполнена Клевер. |                                                                  |                       |
| 5 | «Останься со Мной (англ. Stand by Me)»                           | 31 июля 1992 года     |
| Мелодия приносит свой новый кассетный проигрыватель в школу, но случайно оставляет его во дворе дворе. После его пропажи, Мелодия и её друзья очень уверены, что именно Тедди причастен к исчезновению проигрывателя. На следующий день, в их классе проводится суд понарошку (англ. mock trial) с участием Тедди в качестве подсудимого и Ясноглазки в качестве истца. Не сказав ничего Тедди, Дорогуша становится его адвокатом, что заставляет Мелодию поверить в предательство Дорогуши по отношению к их компании. Во время судебного процесса, свидетели и остальные не могут предоставить доказательства вины Тедди в пропажи кассетного проигрывателя. В конце концов, Дорогуша вызывает в зал школьного сторожа, который рассказывает, что это он взял кассетный проигрыватель и положил его в ящик для потерянных вещей. Дорогуша возвращает Мелодии её кассетный проигрыватель и позиция Мелодии по отношению к Тедди меняется. Показанная песня: "Ты Не Знаешь Этого Парня" (англ. You Don't Know the Boy), исполнена Дорогушей.                              |                                                                  |                       |
| 6 | «Чаепитие (англ. The Tea Party)»                                 | 7 августа 1992 года   |
| Пони-девочки проводят чаепитие в заброшенном доме, Звездочка уговаривает своих друзей пригласить мальчиков. После их ухода на поиски, семья новых пони прибывает и забирает их вещи. По возвращении Звездочки и её друзей, они находят пропажу вещей своего клуба и затем устанавливают ловушки. Новая семья попадается в них, но пони-девочки осознают, что те пони не воры, а семья Баррингтон (англ. Barrington family), которая недавно переехала сюда. Пони-девочки заглаживают свою вину за эту оплошность, решив помочь Баррингтонам в отделке дома. После этого, Мистер Баррингтон (англ. Mr. Barrington) показывает пони-девочкам их новый клубный дом. Звездочка приглашает Логана Баррингтона (англ. Logan Barrington) попить чай с печеньем на следующем чаепитии. Показанная песня: "Парни! Парни! Парни!" (англ. Boys! Boys! Boys!), исполнена 7 Пони-Друзьями. |                                                                  |                       |
| 7 | «Маскарад (англ. The Masquerade)»                                | 14 августа 1992 года  |
| В качестве награды за сдачу экзаменов, Мисс Хакни устраивает для своего класса костюмированную вечеринку, где они наряжаются в тех, кем они хотят стать в будущем. Конфетка хочет нарядиться, как фотомодель, но считает, что станет посмешищем. На вечеринке, когда она только собиралась войти, она услышала смех и сразу убежала прочь, к сельской местности. На самом же деле, пони смеялись над клоунскими выходками Пятнышка. Тедди, единственный пони, увидевший её тогда, ставит в известность других, и пони иду за ней. Они находят и убеждают её вернуться обратно на вечеринку. Конфетка, находясь на краю обрыва, почти спадает с него, но её спасают и возвращают на вечеринку. Показанная песня: "Лучше Не Придумаешь" (англ. The Best Dream), исполнена Конфеткой. |                                                                  |                       |
| 8 | «Повезло, так повезло (англ. Out of Luck)»                       | 21 августа 1992 года  |
| Ища необходимые детали на свалке для своего произведения искусства, папа Клевер находит белый заварочный чайник. Она хранит чайник у себя, но скоро её начинает преследовать невезение. Подозревая чайник в происходящем, Клевер пытается избавиться от него, но он каким-то образом возвращается в её копыта и приносит все больше неприятностей. В конце концов, она возвращает его папе, который добавляет его в свою скульптуру. Оказывается, что именно этой детали и не хватало папе Клевер, и когда её отнесли на выставку, скульптуру удалось продать деловой пони. Показанная песня: "Когда Удача Улыбнулась Мне" (англ. When Fortune Smiled on Me), исполнена Клевер. |                                                                  |                       |
| 9 | «У Театра Свои Правила (англ. The Play's the Thing)»             | 28 августа 1992 года  |
| Класс принимает участие в пьесе со сказочной тематикой. Мелодию выбирают а качестве ведущей роли принцессы. Под впечатлением, она начинает командовать своей семьей и друзьями, подобно принцессе. Расстроенные её отношением к ним, пони-девочки портят репетицию Мелодии на глазах у Тедди и Аса. После того, как Звездочка начинает грубить Мелодии по поводу её истинной сущности, Мелодия понимает насколько эгоистичной она была и заглаживает свою вину. После всего этого, выступление проходит как по маслу. Показанная песня: "Магия Театра" (англ. The Magic of Theater), исполнена Звездочкой. |                                                                  |                       |
| 10 | «Сплетни (англ. Shop Talk)»                                      | 4 сентября 1992 года  |
| Мелодия и Звездочка делятся слухами со своими друзьями, кроме Дорогуши, которая не любит сплетничать. Пятнышко воображает, что у Тедди есть секрет; Дорогуша все-таки рассказывает своим друзьям, что у Тедди есть плюшевый медвежонок. Ас нечаянно услышал об этом и рассказывает Ленсеру на футбольной тренировке. Они оба подшучивают над Тедди, пока он просто не дает им отпор и не направляется домой. Тедди зол на Дорогушу, которая испортила ему настроение. У Дорогуши появляется план как исправить ситуацию. Ясноглазка и Мелодия берут Аса и Ленсера, чтобы они понянчились с несколькими малышками-пони. Когда приходит время покормить их, пони-девочки говорят Асу и Ленсеру есть и одеться как маленькие, чтобы подать пример малышкам. Дорогуша фотографирует их, а полученное фото может разрушить их репутацию. Ас и Ленсер соглашаются забыть историю о плюшевом медвежонке взамен на фотографию. Тедди чувствует облегчение, что его секрет в безопасности. Показанная песня: "Красочная История" (англ. A Juicy Story), исполнена 7 Пони-Друзьями. |                                                                  |                       |
| 11 | «Непрактичный Шутник (англ. The Impractical Joker)»              | 11 сентября 1992 года |
| Мелодию, Ясноглазку и Звездочку приглашает на свидание рок-звезда — Цепная Связка (англ. Chain Link), но оказывается, что это был телефонный розыгрыш от Пятнышка. В следующей её шутке, она говорит Конфетке сделать обучающий материал о кулинарии, но кекс, который она в нём готовила сгорает. Пятнышко также портит школьный проект Ясноглазки, превращая его в бессмысленное и нелепое шоу. Пони-девочки пытаются отомстить Пятнышку, но их простой розыгрыш не срабатывает на неё. После этого, Пятнышко видит летающую тарелку и находит пришельцев в месте, где она приземлилась. Затем, пришельцы объявляют о том, что они хотят забрать её мозг, Пятнышко впадает в панику и отступает назад, до тех пор, пока она не падает в таз с водой. Появляются пони-девочки вместе с Тедди и раскрывают свой розыгрыш. Показанная песня: "Розыгрыши" (англ. Practical Jokes), исполнена Пятнышком. |                                                                  |                       |
| 12 | «Великие Лимонадные Войны (англ. The Great Lemonade Stand Wars)» | 18 сентября 1992 года |
| Пока девочки дразнили Конфетку о её дневнике, они нечаянно разбили их единственный чайный сервиз. Из-за нехватки денег для нового, пони открывают лимонадный стенд (англ. lemonade stand). Мальчики завидуют их делу, и поэтому планируют открыть свой собственный лимонадный стенд. Асу удается выведать рецепт лимонада у Конфетки и соперничество между мальчиками и девочками обостряется, пока Ленсер не заглаживает свою вину перед девочками. Пони-мальчики отступают, а пони-девочкам удается заработать на новый чайный сервис. Показанная песня: "Не тут то было" (англ. Think Again), исполнена девочками- и мальчиками-пони. |                                                                  |                       |
| 13 | «Похвальный Блюз (англ. Blue Ribbon Blues)»                      | 25 сентября 1992 года |
| В надежде показать Дорогуше себя с хорошей стороны, Тедди приглашает её на ферму его кузена. Там, Тедди испытывает трудности с петухами и свиньей по имени Йорки (англ. Yorki), последняя из которых разрывает его плюшевого медвежонка. Тедди рассерживается и выгоняет Йорки из фермы. Его кузин Корни (англ. Corny) находит Йорки, но падает в реку. Тедди, который раньше никогда не плавал в проточной воде, набирается храбрости и спасает Корни. На деревенской ярмарке, Йорки выигрывает первый приз — ленту, а Тедди выигрывает плюшевую свинью. Он дает свинью Дейзи (англ. Daisy) взамен на его плюшевого медвежонка и чувствует себя счастливым. Показанная песня: "Время Урожая" (англ. It's Harvest Time), исполнена семьей фермеров. |                                                                  |                       |
| 14 | «Кататься до упаду (англ. Roll Around the Clocks)»               | 2 октября 1992 года   |
| На предстоящее командное соревнование по катанию на роликовых коньках (англ. roller derby), Ленсер и Ясноглазка хотят быть партнерами, но слишком застенчивы, чтобы попросить друг друга об этом. Их друзья пытаются помочь; Ас и Тедди мотивируют Ленсера вести себя, как подобает плохому пареню, пока пони-девочки предлагают Ясноглазке вести себя подобно гламурной дурочке. Ленсер и Ясноглазка, неожиданно оскорбив друг друга при встрече, заканчивают катание и расходятся. В день соревнований, эти двое пони объясняют, что произошло и заглаживают свою вину перед друг другом. Затем, они вместе принимают участие в соревновании и выигрывают первое место. Показанная песня: "Будь Крутой" (англ. Play It Cool), исполнена пони-друзьями Ленсера и Ясноглазки. |                                                                  |                       |
| 15 | «Проблемы Принцессы (англ. Princess Problems)»                   | 9 октября 1992 года   |
| Пятнышко навещает своих друзей в приюте для сирот, где она когда-то жила. Все пони ожидают, что Король и Королева прибудут в поисках своей давно потерявшейся дочери, чье описание, кажется, совпадает с описанием Пятнышка, особенно после того, как она замечает родимое пятно на своем копыте. Девочки переодевают Пятнышко в принцессу, но ей очень мрачно от того, что придется покинуть её друзей и приемных родителей. Король и Королева не находят свою дочь, а Пятнышко выясняет, что родимое пятно на её копыте — на самом деле пятно от краски. Когда они собираются уехать, Пятнышко догадывается, что Роузи (англ. Rosy) и есть их пропавшая дочь, и она отдает её им. Показанная песня: "Принцесса Должна Выглядеть Замечательно" (англ. A Princess Must Look Beautiful), исполнена пони-друзьями Пятнышка. |                                                                  |                       |
| 16 | «Яблоко для Звездочки (англ. An Apple for Starlight)»            | 16 октября 1992 года  |
| У Мисс Хакни возникает головная боль, и она передает обучение пони в копыта Звездочки, которая должна рассказать о доисторических пещерных пони Пегой Пещеры (англ. Pinto Cave) и принципе работы шкива. Класс не неё обращает внимания, и поэтому Звездочка берет их на экскурсию к Пегой Пещере. Они входят в пещеру, где пещерные пони когда-то хранили свои инструменты. Выбираясь из неё, Ас прикрепляет шкиву к потолку пещеры и поднимает пони наверх. Они возвращаются в школу, когда Мисс Хакни выражает свою благодарность за помощь, дав Звездочке яблочко. Показанная песня: "Уроки" (англ. англ. Lessons), исполнена Звездочкой, Ясноглазкой и Дорогушей. |                                                                  |                       |
| 17 | «Вверх и в сторону (англ. Up, Up and Away)»                      | 23 октября 1992 года  |
| В горах было замечено НЛО. Полиция не позволяет кому-либо приближаться у нему. Мистер Кидду планирует показать классу свой воздушный шар. Пятнышко и не очень желающая это делать Конфетка прокрадываются на борт шара, и он запускается. В пути на них нападают птицы и пони едва не падают в зараженные паразитами и полные акул воды. НЛО превращается в Светящихся при Появлении Пони (англ. Glow n' Show Ponies). Их лидер, Ослепительное Сияние (англ. Dazzleglow) — пони с парой крыльев и рогом вместе с остальными. спасают их и относят в безопасность. Показанная песня: "Приключения" (англ. The Adventure), исполнена Пятнышком. |                                                                  |                       |
| 18 | «Сестра Невесты (англ. Sister of the Bride)»                     | 30 октября 1992 года  |
| Сестра Клевер — Медоу Ларк (англ. Meadowlark) — собирается пожениться с красивым пони Шевалем (фр. Cheval — рус. Лошадь). Клевер и её друзья помогают с подготовкой к свадьбе, но в это время Клевер совершает несколько грубых ошибок. Остальные девочки замечают, что Шеваль льстит другой пони-кобыле, однако, она оказывается его сестрой. Устраняя свои ошибки, Клевер удается найти новые цветы в саду её семьи. Конфетка чинит сломанный свадебный торт, а потерянные кольца вовремя находят, как раз перед церемонией. Показанная песня: "Сегодня — Мой День Свадьбы" (англ. Today's My Wedding Day), исполнена Медоу Ларк. |                                                                  |                       |
| 19 | «Птицы Одного Оперения (англ. Birds of a Feather)»               | 6 ноября 1992 года    |
| Ясноглазка читает о находящихся под угрозой исчезновения певчих птиц с зелеными крыльями. Она, Ас, Конфетка и Пятнышко исследуют лес для того, чтобы выяснить почему эти птицы находятся под угрозой исчезновения. После того, как они проводят в лесу некоторое время, и теряются в нём, у них просыпается чувство голода. В конце концов, они находят певчую птицу с зелеными крыльями и узнают, что эти птицы стали находиться под угрозой исчезновения, потому что их естественную среду обитания уничтожают. Конфетка использует пометки, написанные ей в своем дневнике, чтобы безопасно вернуться в город. Ясноглазка делится своими открытиями, и мэр объявляет её Пони Месяца (англ. Pony of the Month). Показанная песня: "В Лесу" (англ. In the Forest), исполнена Ясноглазкой. |                                                                  |                       |
| 20 | «Отправить в Клоуны (англ. Send in the Clown)»                   | 13 ноября 1992 года   |
| Сестра Клевер — Медоу Ларк — приезжает. Клевер чувствует себя затменной Медоу Ларк и её балетным способностям. Когда Арлекин в предстоящем сольном концерте получает травму, Клевер занимает его место, но пытаясь преодолеть волнения, она может только претвориться, что у неё амнезия. Чувствуя страх перед выходом на сцену своей сестры, Медоу Ларк признается Клевер, что чувствовала то же самое перед свои первым выступлением. В ночь сольного концерта, Клевер, воодушевленная своей сестрой. блестяще выполняет свой репертуар и получает аплодисменты от зрителей и её семьи. Показанная песня: "Она Настолько Лучше, чем Я" (англ. She's So Much Better Than Me), исполнена Клевер. |                                                                  |                       |
| 21 | «С Днем Рождения, Дорогуша (англ. Happy Birthday Sweetheart)»    | 20 ноября 1992 года   |
| Девочки тренируются в синхронном плавании (англ. swimming routine) у особняка Ленсера. Оданако, конечном итоге созданная ими фигура терпит провал после того, как Тедди подшучивает над ними. Девочки требуют от Дорогуши, чтобы она отменила приглашение Тедди на её предстоящие именины, иначе они не придут. Дорогуша пытается отменить вечеринку. Ленсер обманом заставляет как Тедди, так и девочек подняться на борт яхты его отца и отказывается высаживать их до тех пор, пока они не подпишут мирный договор ради Дорогуши. После этого, Ленсер отводит Дорогушу к себе домой, где все пони удивляют её вечеринкой. Показанная песня: "Незабываемая Вечеринка" (англ. An Unforgettable Party), исполнена друзьями Дорогуши. |                                                                  |                       |
| 22 | «Ква-ква (англ. Gribet)»                                         | 27 ноября 1992 года   |
| После того, дождь портит пикник девочек, Дорогуша находит лягушку с раненой ножкой. Она называет его Крапинка (англ. Spot) и относит к ветеринару, который говорит ей, что он выздоровит через три дня. Дорогуша берет Крапинку с собой, пока занимается своими повседневными делами, но из-за Крапинки возникают неприятности в доме Конфетки и в магазине мороженого Звездочки. Дорогуша приносит его в школу, но он провоцирует возникновение ещё большего хаоса. Мисс Хакни говорит Дорогуше выпустить Крапинку на свободу, и девочки со слезами на глазах выпускают его на волю. Показанная песня: "Ступай Же" (англ. Off You Go), исполнена Дорогушей. |                                                                  |                       |
| 23 | «Дневник Конфетки (англ. Bon Bon's Diary)»                       | 4 декабря 1992 года   |
| После того, как Конфетка забывает подготовиться к её тесту по математике, она решает сжульничать. Конфетка справляется, но расстраивается из-за её реальной нехватки навыков. Тедди выясняет, что потерянный дневник Конфетки содержит всю информацию о её жульничестве. Найдя его, он говорит Конфетке, что покажет эту запись остальным, если она не присоединится к нему на концертном балу. После того, как у Дорогуши прошел небольшой разговор с Тедди, он передает дневник Мисс Хакни, а Конфетка признается в своем жульничестве. Мисс Хакни возвращает ей дневник, и Конфетка пересдает тест. Она проходит его, однако Тедди проваливает свой. Конфетка предлагает ему позаниматься вместе, чтобы они могли сдать следующий тест перед концертным балом. Показанная песня: "Тайны" (англ. Secrets), исполнена 7 Пони Друзьями. |                                                                  |                       |
| 24 | «Только ради Забавы (англ. Just for Kicks)»                      | 11 декабря 1992 года  |
| Звездочка влюбляется в Аса, но он не чувствует того же самого по отношению к ней и игнорирует её. Она присоединяется к футбольной команде Аса, чтобы завоевать его сердце. Когда он унижает её перед командой, Звездочка собирается уйти, однако, Пятнышко убеждает её остаться и продолжать готовиться к предстоящему футбольному матч. В день матча, Звездочка забивает победный гол, который заставляет Аса не то, что восхищаться Звездочкой, а даже позавидовать ей. В конечном итоге, Ас подходит к ней, хвалит её за гол и принимает как члена команды. Показанная песня: "Perfect Pair" (англ. Безупречная Пара), исполнена Звездочкой |                                                                  |                       |
| 25 | «Пони в Раю (англ. Ponies in Paradise)»                          | 18 декабря 1992 года  |
| Ясноглазка совершает поездку по обмену к тропическому острову. Её друзья обеспокоены морскими чудовищами, каннибалами и коренными жителями, которые могли бы использовать её в качестве жертвы вулкану. Ясноглазка не придает значения этим мыслям. Прибыв на остров, она остается с семьей Санбрайт (англ. Sunbright). Ясноглазка начинает волноваться, когда они берут её в поход к вулкану. Она едва ли не падает в кратер, но Санбрайты спасают её. Ей становится весело и радостно, она наслаждается остальными занятиями на острове. Показанная песня: "Мы Можем Быть Разными..." (англ. We May Be Different...), исполнена Ясноглазкой и Моки (англ. Moki). |                                                                  |                       |
| 26 | «Кто Ответственный (англ. Who's Responsible)»                    | 25 декабря 1992 года  |
| Ясноглазка рассказывает своим друзьям о текущей проблеме мусорного загрязнения. Они разделяются на команды, чтобы выследить ответственных за это пони, но в ходе этого, сами невольно мусорят. Через несколько неудачных попыток, Река Пони (англ. Pony River) засоряется и выходит из берегов. После того, как взрослые очищают засор в реке, девочки видят мусор, который они сами бросили прежде и помогают взрослым с уборкой. Показанная песня: "A Lot Less Litter" (англ. Много Незначительного Мусора), исполнена 7 Пони Друзьями. |                                                                  |                       |

## Игрушки
В 1992 году Hasbro выпустили на европейский рынок игрушки 7 Пони Друзей, чтобы дополнить ими первое поколение серии игрушек Мой Маленький Пони. Они не выпускали модели трех пони-мальчиков или учителя из сериала — Мисс Хакни. Несмотря на то, что Мой Маленький Пони возник в Соединенных Штатах, игрушки не продавались там. Семьи пони: Баррингтоны (известные, как Берритауны (англ. Berrytowns) в игрушечной форме), Санбрайты и Медоусвиты (англ. Meadowsweets) выпускались в виде игрушек, но они продавались только в некоторых Европейских странах.
Некоторые предметы этого товара также продавались в Европе с 7 Пони Друзьями, такие как комиксы, будильники, рюкзаки, зонты и копилки для денег.

## Показ
MRA Entertainment лицензировала сериал на территории Австралии (Регион 4). Его выпускали на DVD в 2005 году, чтобы охватить весь сериал.

В Соединенном Королевстве (Регион 2), Metrodome Distribution Ltd. выпустила одиночный комплект, который включал в себя десять серий из сериала:

| - Bon Bon’s Diary - Just for Kicks - Slumber Party - Так больна, что не заметить - Битва Музыкальных Групп | - И Победителем Становится… - Останься со Мной - Чаепитие - Маскарад - Повезло, так повезло |

Shout Factory лицензировала сериал на территории Соединенных Штатов (Регион 1). Он был назван Истории Моего Маленького Пони — Все Серии (англ. My Little Pony Tales – The Complete TV Series) и выпущен на DVD 28 апреля 2015 года. Комплект из двух дисков содержал все 26 серий сериала.

## Комментарии
1. ↑  В ежегоднике Мой Маленький Пони Соединенного Королевства за 1994 года сказано, что у Конфетки есть шесть безымянных старших братьев и сестер.
2. ↑  Несмотря на то, что термин "аликорн" к лошади с парой крыльев и рогом, использование этого термина в таком контексте — некорректно, и он никогда не использовался ни в одном из официальных товаров этого шоу.